# بادبان ایکس یک
بادبان ایکس یک یک ستاره است که در صورت فلکی بادبان قرار دارد.